# Альварес, Ласаро
Ла́саро Хо́рхе А́льварес Эстра́да (исп. Lázaro Jorge Álvarez Estrada; род. 28 января 1991 года в Пинар-дель-Рио, Куба) — кубинский боксёр-профессионал, выступающий в лёгкой весовой категории. Выступал за сборную Кубы с 2010 года. Бронзовый призёр летних Олимпийских игр в Лондоне в Рио-де-Жанейро и в Токио, трёхкратный чемпион мира (2011, 2013, 2015), двукратный победитель Панамериканских игр, многократный призёр и чемпион национального первенства.
Лучшая позиция по рейтингу BoxRec — 39-я (июнь 2025) и является 4-м среди кубинских боксёров лёгкой  весовой категории, а по рейтингам основных международных боксёрских организаций занимает: 12-ю строчку рейтинга WBA — входя в ТОП-40 лучших бойцов лёгкого веса.

## Биография
Ласаро Альварес родился 28 января 1991 года в городе Пинар-дель-Рио.

## Любительская карьера
Первого серьёзного успеха на ринге добился в 2007 году, когда на международном юношеском турнире в Азербайджане выиграл в наилегчайшем весе серебряную медаль. Год спустя дебютировал на взрослом первенстве Кубы, однако вылетел из борьбы за призы уже в первом же матче, и побывал на молодёжном первенстве мира, тоже безрезультатно.
В 2010 году в легчайшем весе выиграл серебро национального первенства, победил на крупных международных турнирах в Сантьяго-де-Куба и Венесуэле. В следующем 2011 году был лучшим на Панамериканских играх в Гвадалахаре и на чемпионате мира в Баку.

### Олимпийские игры 2012 года
Благодаря череде удачных выступлений в 2012 году Альварес удостоился права защищать честь страны на Олимпийских играх в Лондоне, где на стадии полуфиналов со счётом 14:19 уступил ирландцу Джону Джо Невину и получил, соответственно, бронзовую медаль. На чемпионате Кубы 2013 года в финале не смог победить Робейси Рамиреса, олимпийского чемпиона, пришедшего из наилегчайшей весовой категории. Позже перешёл в лёгкий вес и одержал победу на чемпионате мира в Алма-Ате (Казахстан).
Принял участие в 4-м сезоне всемирной серии бокса, выступил за новосозданную команду, Cuba Domadores. Выиграл первые 6 поединков, в финале спорно проиграл боксёру из азербайджанской команды Альберту Селимову, но это всё равно не помешало команде взять золотой кубок турнира.
На чемпионате мира 2019 года в Екатеринбурге, Ласаро дошёл до финала в котором уступил боксёру из Узбекистана Миразизбеку Мирзахалилову став серебряным призёром чемпионата мира по боксу.

### Олимпийские игры 2020 года
На Олимпийских играх в Токио, которые проходили летом 2021 года, кубинский спортсмен в весовой категории до 57 кг сумел дойти до полуфинала. В полуфинале уступил россиянину Альберту Батыргазиеву, завоевав третью бронзовую медаль на Олимпиадах.

## Профессиональная карьера
Дебютировал на профессинальном ринге в первом полусреднем весе (до 63.5 кг). 20 мая 2022 года одержал первую победу над максиканцем Франсиско Меркадо (6-1) по очкам: 55—59, 56—58, 56—58.
За 2022 и 2023 год провел 5 поединков (4 в Мексике и 1 в Боливии) во всех одержав победы (3 боя выиграно досрочно). 
11 апреля 2025 года принял участие в первом профессиональном вечере бокса на Кубе после более чем 63-летнего перерыва. В главном бою боксировал двукратный олимпийский чемпион Хулио Сезар Ла Крус против Дилана Прасовича (18–6, 15 KO). В рамках вечера Ласаро сразился с чемпионом Доминиканской реуспублики и обладателем молодежного титула WBO Youth Мигелем Келисом Сантосом (10-0-1). Ласаро дважды посылал Сантоса в нокадуны (1 и 7-м раундах) и довел дело до отказа выходить на 8-й раунд.
В мае вошел в рейтинг WBA появившись на 12-м месте рейтинга.
13 июня 2025 года провёл 8-й поединок с 24-летним колумбийцем Хосе Муньосом (17-4, 15 КО). Бой прошел в Буэнос-Айресе в вечере Сампсона Левковича. Муньос дважды оказывался в нокдауне в 4-м отреке боя после чего рефери остановил бой.